# Gadzji Abasjilov
Gadzji  Achmedovitsj Abasjilov (Russisch: Гаджи Ахмедович Абашилов) (Goenib, 1950 - Machatsjkala, 21 maart 2008) was een Russische journalist en afdelingshoofd van het mediabedrijf VGTRK in Dagestan, een autonome republiek van Rusland. Hij werd op 21 maart 2008 om 19.45 uur lokale tijd vermoord in Machatsjkala, de hoofdstad van Dagestan.

## Biografie
Abasjilov werd geboren in het Dagestaanse dorp Goenib. Hij studeerde af aan de Staatsuniversiteit van Dagestan. Van 1975 tot 1991 werkte hij in de lokale kringen van de communistische jongerenorganisatie Komsomol (VLKSM) en eind jaren tachtig leidde hij de Dagestaanse VLKSM-afdeling. Tussen 1991 en 2006 werkte hij als hoofdredacteur van de krant Molodjozj Dagestana. In 1999 werd hij verkozen tot de lokale wetgevende macht om vervolgens te worden aangenomen door het Dagestaanse ministerie van Informatie. Vanaf januari 2007 werkte hij als afdelingshoofd van VGTRK.
Abasjilov werd vermoord op 21 maart 2008 toen zijn auto werd beschoten in het centrum van Machatsjkala. Op dezelfde dag werd een andere journalist uit Dagestan, genaamd Iljas Sjoerpajev, gewurgd gevonden. Hij werkte jarenlang als correspondent voor de televisiezenders NTV en Channel One.